# Playa de La Concha
Der Strand von La Concha (baskisch Kontxa Hondartza, spanisch Playa de La Concha) ist ein Badestrand in der Bucht von La Concha (deutsch: Die Muschel), deren Name von ihrer auffälligen Form herrührt. Er ist einer der bekanntesten Stadtstrände in Europa.

## Lage
Der Strand liegt am Stadtrand von San Sebastián in der spanischen Autonomen Gemeinschaft Baskenland und ca. 20 km westlich der französischen Grenze im Bogen des Golfs von Biskaya. Er hat eine durchschnittliche Länge von 1.350 Meter und eine durchschnittliche Breite von 40 Meter. Die Strandfläche beträgt rund 54.000 m².
Die Bucht wird durch die Felsmassive des Monte Igueldo und des Monte Urgull begrenzt. Der weitläufige Bogen des Strandes mit der Strandpromenade und die zwischen La Concha und der Mündung des Flusses Urumea gelegene Parte Vieja und Alderdi Zaharra (deutsch: Altstadt von San Sebastián) sind bekannte Touristenattraktionen.